# Camillo Guidi
Camillo Guidi (Roma, 24 luglio 1853 – Roma, 30 ottobre 1941) è stato un ingegnere italiano.

## Biografia
Si laureò alla scuola di applicazione per ingegneri di Roma nel 1873.
Dal 1882 fu professore straordinario di statica grafica alla scuola d'applicazione per ingegneri di Torino e dal 1887 fu titolare della cattedra di scienza delle costruzioni.
Nel 1893 divenne direttore del gabinetto di scienza delle costruzioni e teoria dei ponti nonché professore emerito del Politecnico di Torino.
Nel 1936 entrò a far parte dell'Accademia pontificia e nel 1938 divenne socio nazionale dell'Accademia dei Lincei. 
È stato autore di numerose e importanti pubblicazioni, tra cui un trattato di Scienza delle costruzioni (1929). Ancora oggi sono validi gli studi del Guidi sul principio di elasticità nelle sue applicazioni tecniche, sulla teoria dei sistemi continui, sui conglomerati in cemento semplici ed armati e sulla loro resistenza.
Il figlio, Guido Guidi, intraprese gli studi di ingegneria fino a diventare un pioniere dell'aviazione in Italia e fu autore di numerosi primati.